# Магомедов, Муртуз Магомедкамилович
Муртуз Магомедкамилович Магомедов (род. 14 ноября 1985, Махачкала) — российский самбист, бронзовый призёр чемпионата России по боевому самбо, кандидат в мастера спорта России.

## Спортивные достижения
- Чемпионат России по боевому самбо 2011 года — ;